# 百慕達護照
百慕大护照（英語：Bermudian passport）是百慕大的英國海外領土公民所持有的護照。

## 申請程序
成年申请人可以申请一本标准百慕大生物特徵护照，费用为160美元。 儿童申请人則為80美元。
由2015年起，所有百慕大护照已改由英國內政部護照署的護照中心印刷，但百慕達公民仍可向當地護照署辦理申請新證或續證申請。

## 旅遊待遇

### 美国
所有百慕達護照持有人在正常情況下均可豁免免簽證計劃免簽證進入美國，逗留期每年最長6個月。 然而百慕達公民如需符合美國當局豁免簽證手續，其持有的百慕大护照需符合以下标准：
- 封面印有英文「GOVERNMENT OF BERMUDA」，即「百慕達政府」的字樣
- 持有人的国籍为英國海外領土公民或英国海外屬土公民
- 備注頁印有以下其中一個句子
  - 「Holder is registered as Bermudian」（此護照持有人已登記成為百慕達公民）
  - 「Holder Possesses Bermudian Status」（此護照持有人擁有百慕達公民身份）
  - 「Holder is deemed to possess Bermudian status」（此護照持有人已被視為擁有百慕達公民身份）

然而當百慕大公民使用英国公民护照並透過签证豁免程序進入美國，他们的免簽證待遇會跟英國公民一樣只能逗留最長90天，也同樣必须缴付14美元在旅遊許可電子系統申請。

## 参看
- 英国护照
- 英國海外領土公民護照
  - 直布羅陀護照
  - 圣赫勒拿護照
- 英國國民（海外）護照

## 外部連結
- 百慕大政府：获得英国海外领土的护照 （页面存档备份，存于）